# Dom Handlowy Kameleon
Dom Handlowy Kameleon, dawniej: Dom towarowy Rudolfa Petersdorffa (niem.: Kaufhaus Rudolf Petersdorff) – zabytkowy dom towarowy we Wrocławiu, położony przy ulicy Szewskiej 6/7.

## Opis
Wzniesiony na wówczas nowatorskiej konstrukcji stalowej pokrytej betonem. Zbudowany na planie zbliżonym do kwadratu, podpiwniczony, sześciopiętrowy (dwie ostatnie kondygnacje cofnięto względem lica o 1,75 m), kryty płaskim dachem. Posiada 3 klatki schodowe, 2 windy osobowe i 2 towarowe. Budynek ma dwie różne elewacje w stylu ekspresjonistycznym: od ul. Szewskiej jest dłuższa, o podziałach horyzontalnych (ścianki podparapetowe ujęte w mosiężne gzymsy, licowane herceńskim trawertynem i pasy okien o mosiężnej ślusarce) oraz z zaokrąglonym, wysuniętym wykuszem, pełni rolę reprezentacyjnej fasady. Elewacja od ul. Oławskiej ma regularnie rozmieszczone rzędy prostokątnych okien. Parter całego budynku jest całkowicie przeszklony i cofnięty oraz wydzielony wydatnym gzymsem. Pierwotny, modernistyczny wystrój wnętrz powstał wg projektu Heinricha Tischlera.

## Historia
Został wzniesiony na miejscu kamienicy czynszowej w latach 1927–1928 wg projektu Ericha Mendelsohna z wykorzystaniem starszego domu handlowo-produkcyjnego. To jedyny we Wrocławiu budynek zaprojektowany przez tego architekta. Jego nowatorska koncepcja i nowoczesna konstrukcja miały istotne znaczenie w rozwoju architektury domów towarowych. W 1945 r. budynek został uszkodzony, zwłaszcza okładziny elewacji oraz wnętrza. Wyremontowany na początku lat 60., przy czym dokonano istotnych zmian konstrukcji dachu (odwrócono spadki, usunięto jego częściowe przeszklenie). Od 1992 r. prowadzono modernizację i adaptację wnętrz (m.in. wymieniono wciąż działające windy na nowe). W 2007 r. obiekt przebudowano i wyremontowano wg projektu biura KMA Kabarowski Misiura Architekci, dokonując wielu zmian sprzecznych z pierwotnym projektem, zwłaszcza we wnętrzach.

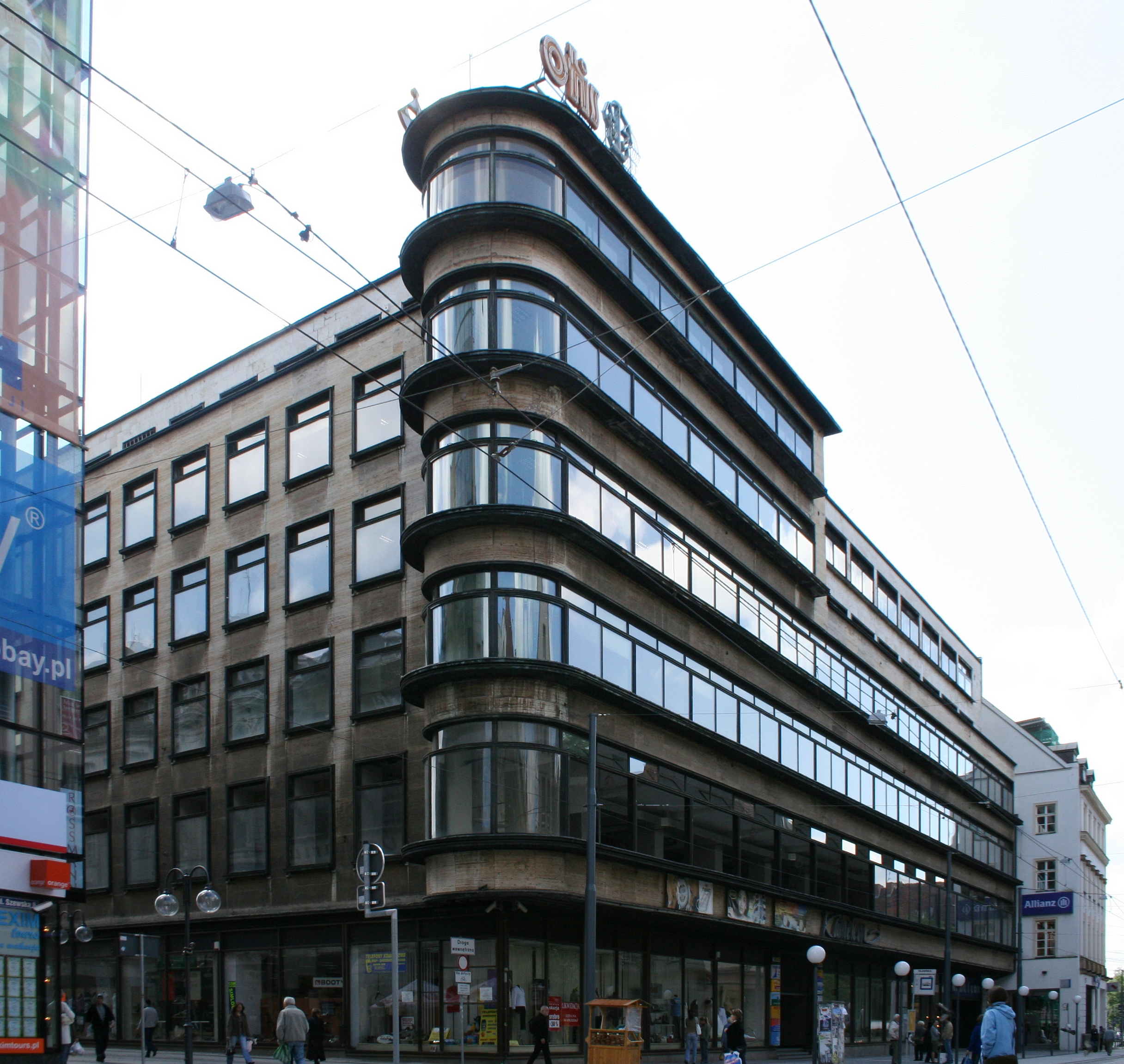
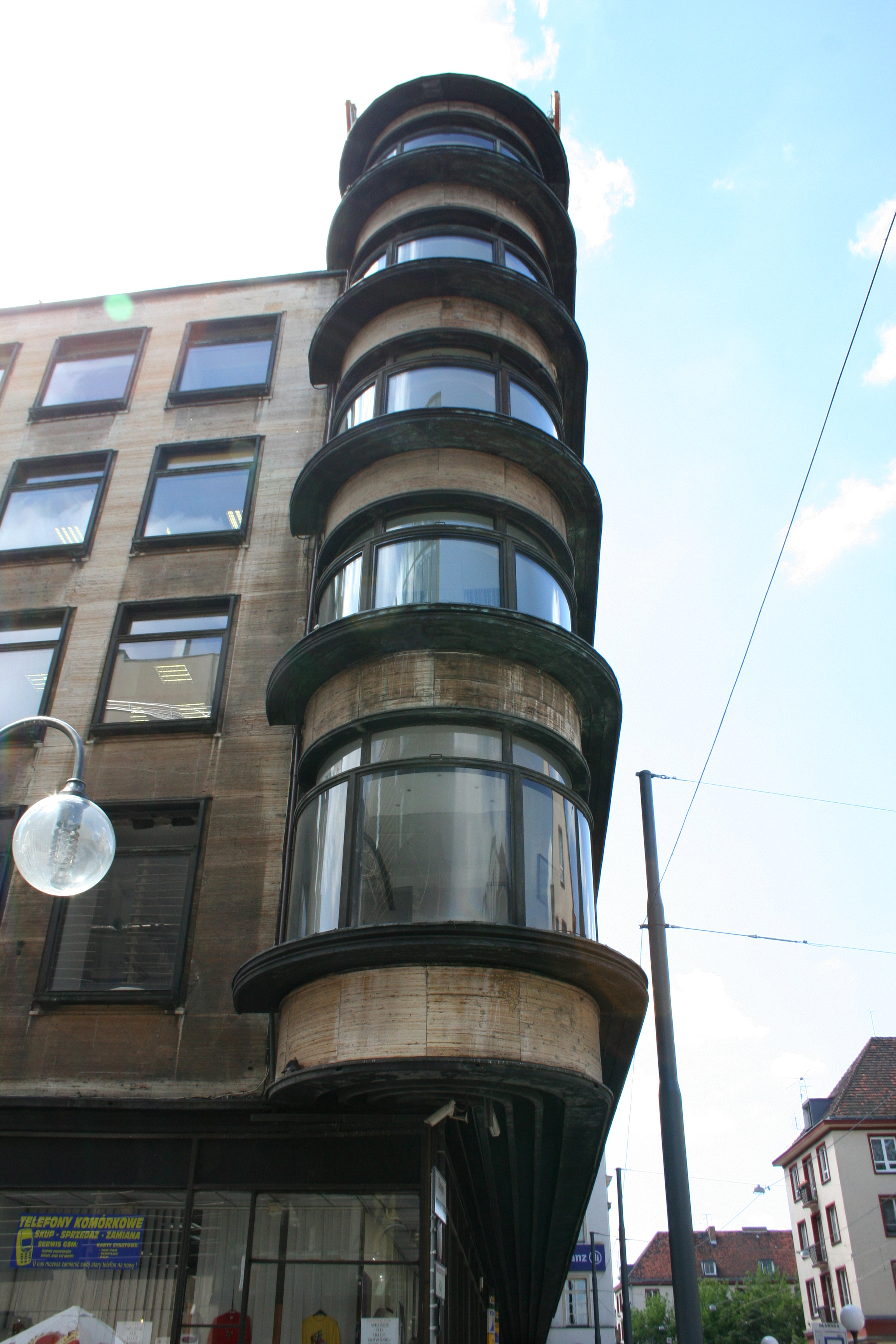
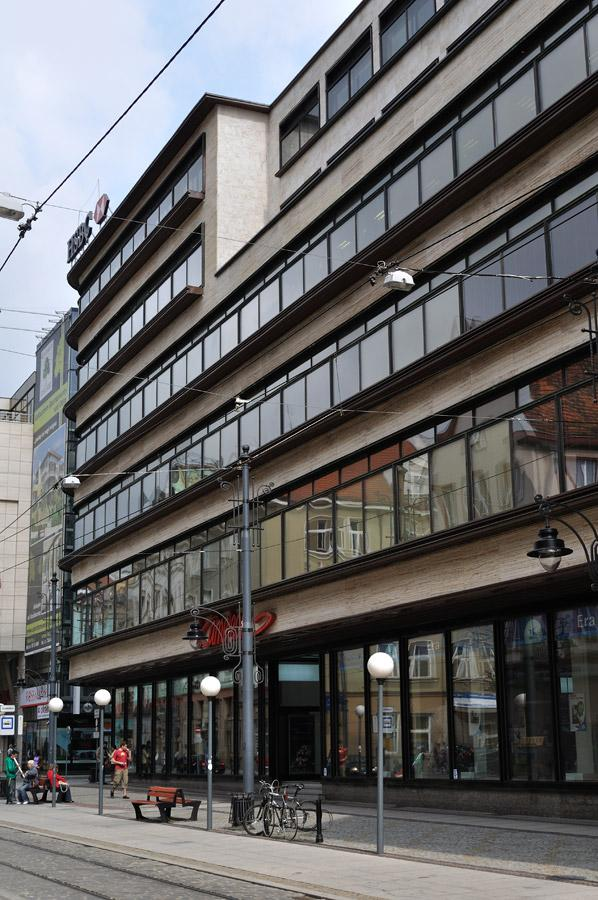
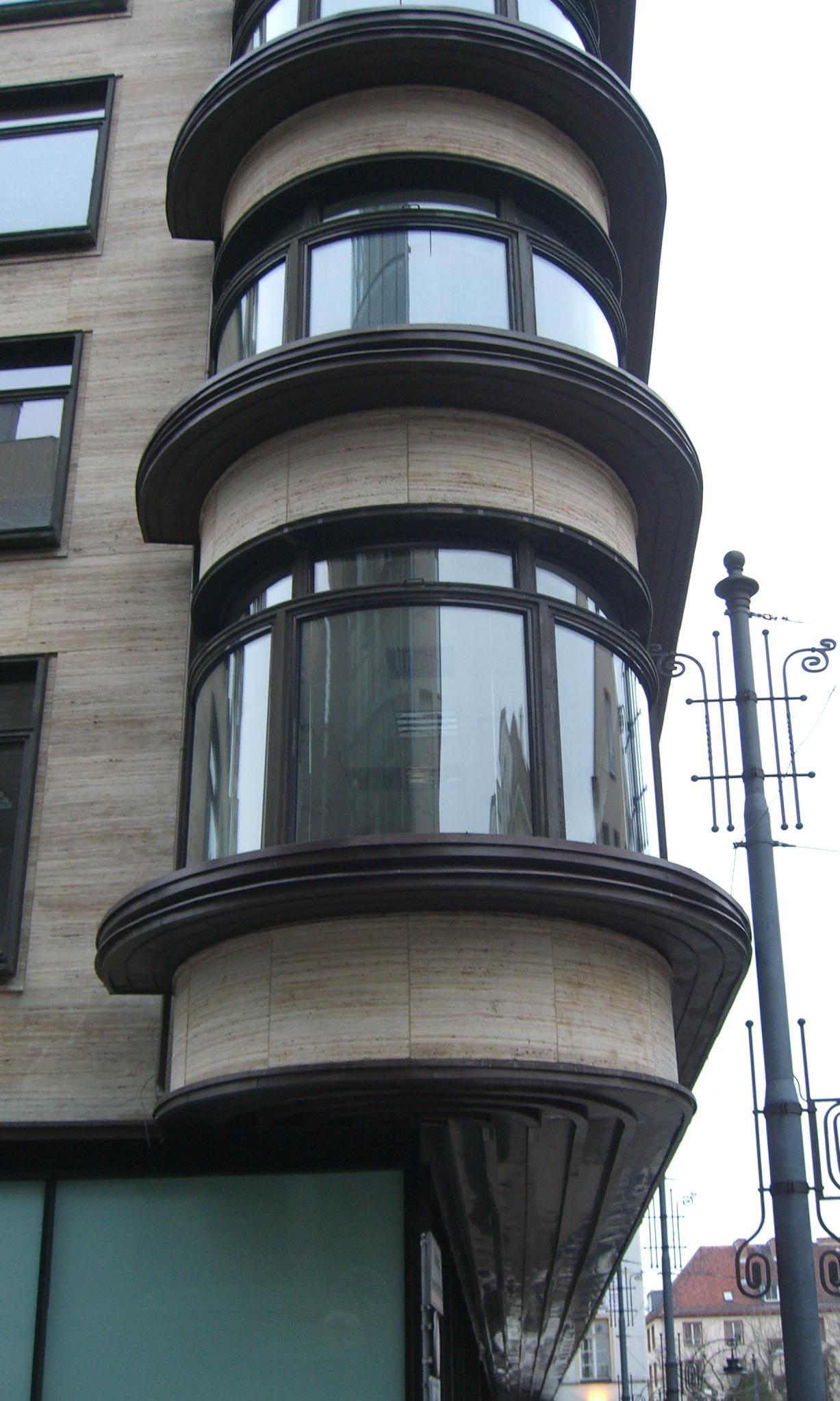